# Tracy Chapman
Tracy Chapman, afroameriška glasbenica, pevka in avtorica besedil, * 30. marec 1964, Cleveland, Ohio, ZDA.  
Najbolj znani sta njeni skladbi »Fast Car« in »Give Me One Reason«. 
Že kot otrok je začela igrati kitaro. Na Univerzi Tufts je študirala antropologijo in afriške študije, v času študija pa je začela tudi nastopati po klubih in leta 1988 izdala prvenec s preprostim naslovom Tracy Chapman. Album so kritiki in občinstvo lepo sprejeli. Kmalu po koncertu ob 70-letnici rojstva Rolihlahle »Nelsona« Mandele se je njena pesem »Fast Car« pojavila na ameriških glasbenih lestvicah (uvrstila se je na 6. mesto Billboardove lestvice). Album je dosegel večkratno platinasto naklado in zanj je leta 1989 prejela tudi tri nagrade grammy: za najboljšo glasbeno novinko, najboljšo žensko pop vokalistko in najboljšo folk skladbo.
Njen naslednji album Crossroads iz leta 1989 ni dosegel uspeha prvenca in do izida albuma Matters of the Heart leta 1992 je Chapmanova igrala le za majhen krog oboževalcev. Glasbeni preboj je dosegla z albumom New Beginnings iz leta 1995 - za skladbo »Give Me One Reason« je leta 1997 prejela nagrado grammy za najboljšo rock skladbo (skladba se je uvrstila na 3. mesto Billboardove lestvice). Od njenih kasnejših albumov velja omeniti Telling Stories (2000). Njen zadnji album, Our bright future, je izšel leta 2008.
Tracy Chapman je v svoji karieri sodelovala z BB Kingom, Emmylou Harris, Ericom Claptonom, Lucianom Pavarottijem, Davidom »Ziggyjem« Marleyem in Stephenom Marleyem.

## Diskografija
- 1988: Tracy Chapman
- 1989: Crossroads
- 1992: Matters of the Heart
- 1995: New Beginnings
- 2000: Telling Stories
- 2001: Collection (zbirka največjih uspešnic)
- 2002: Let It Rain
- 2005: Where You Live
- 2008: Our Bright Future